# Cantone di Longny-au-Perche
Il Cantone di Longny-au-Perche era una divisione amministrativa dell'arrondissement di Mortagne-au-Perche.
È stato soppresso a seguito della riforma complessiva dei cantoni del 2014, che è entrata in vigore con le elezioni dipartimentali del 2015.
Comprendeva i comuni di:
- Bizou
- L'Hôme-Chamondot
- La Lande-sur-Eure
- Longny-au-Perche
- Le Mage
- Malétable
- Marchainville
- Les Menus
- Monceaux-au-Perche
- Moulicent
- Neuilly-sur-Eure
- Le Pas-Saint-l'Homer
- Saint-Victor-de-Réno